# Gimnazijska dramska scena Kraljica
Gimnazijska dramska scena Kraljica (GDS Kraljica) osnovana je u rujnu 2018. godine i osnovna djelatnost mu je izvođenje dramskih predstava. Nalazi se u ulici Natka Nodila 1. u Splitu.

## Povijest
Gimnazijska dramska scena "Kraljica" osnovana je u rujnu 2018. godine u sklopu Gimnazijskog kolegija Kraljica Jelena s pravom javnosti u Splitu. Cilj GDS je razvijanje ljubavi kod mladih prema kazalištu i općenito umjetnosti. Kroz njezino djelovanje potiču se ne samo učenici navedenog Kolegija već i drugih srednjih škola u Splitu da sudjeluju u stvaranju kazališnih predstava. Od 2020. godine postaje članicom Hrvatskog sabora kulture kojem je glavni zadatak poticanje kazališnih amatera.

## Ansambl Kazališta Kraljica
Andrej Bartul Jabuka, Bartul Mušura, Zara Grubešić, Jakov Kulić, Ana Rebić, Katarina Rađa, Ana Furlan Sfarčić, Domagoj Silobrčić i Klara Šunjić

## Premijere SEZONA 18/19
SIJEČANJ- "Balon" po tekstu Mate Matišića u režiji Andreja Bartula Jabuke

TRAVANJ - "Traži se novi suprug" po tekstu Mire Gavrana u režiji Andreja Bartula Jabuke

## Premijere SEZONA 19/20
VELJAČA- "Medeja" po tekstu Euripida u režiji Andreja Bartula Jabuke

## Kraljičino ljeto 18/19
POPIS GOSTUJUĆIH PREDSTAVA
Split, Beton kino- Traži se novi suprug
Split, Beton kino- Balon
Tribunj, Kulturni centar- Balon
Sutivan, Ambijentalna scena- Traži se novi suprug
Milna, Ambijentalna scena- Traži se novi suprug
Solin, Teatrin- Traži se novi suprug

## Kraljičino ljeto 19/20
POPIS GOSTUJUĆIH PREDSTAVA
Metković, Ljetna scena- Traži se novi suprug
Tribunj, Ljetna scena- Traži se novi suprug
Drniš, Ljetna scena- Traži se novi suprug
Grohote, Šoltansko kazalište- Traži se novi suprug
Vodice, Ljetna scena- Traži se novi suprug
Kaštela, Kaštelansko kazalište- Traži se novi suprug

## NAGRADE
NATJECANJE DRAMSKIH AMATERA 2020.
Nagrada za najbolju mušku ulogu: Jakov Kulić
Nagrada za najbolju dramaturšku obradu: Andrej Bartul Jabuka